# Preston on Stour
Preston on Stour – wieś i civil parish w Anglii, w hrabstwie Warwickshire, w dystrykcie Stratford-on-Avon. Leży 17 km na południowy zachód od miasta Warwick i 130 km na północny zachód od Londynu. W 2011 roku civil parish liczyła 244 mieszkańców. Preston on Stour jest wspomniana w Domesday Book (1086) jako Preston.